# Kawit
Kawit ([ˈkawit]; en español: Cavite El Viejo) es un municipio filipino en la provincia de Cavite. Según el censo de 2000, tiene 62.751 habitantes en 13.510 casas. Tiene un superficie de 16,7 km².

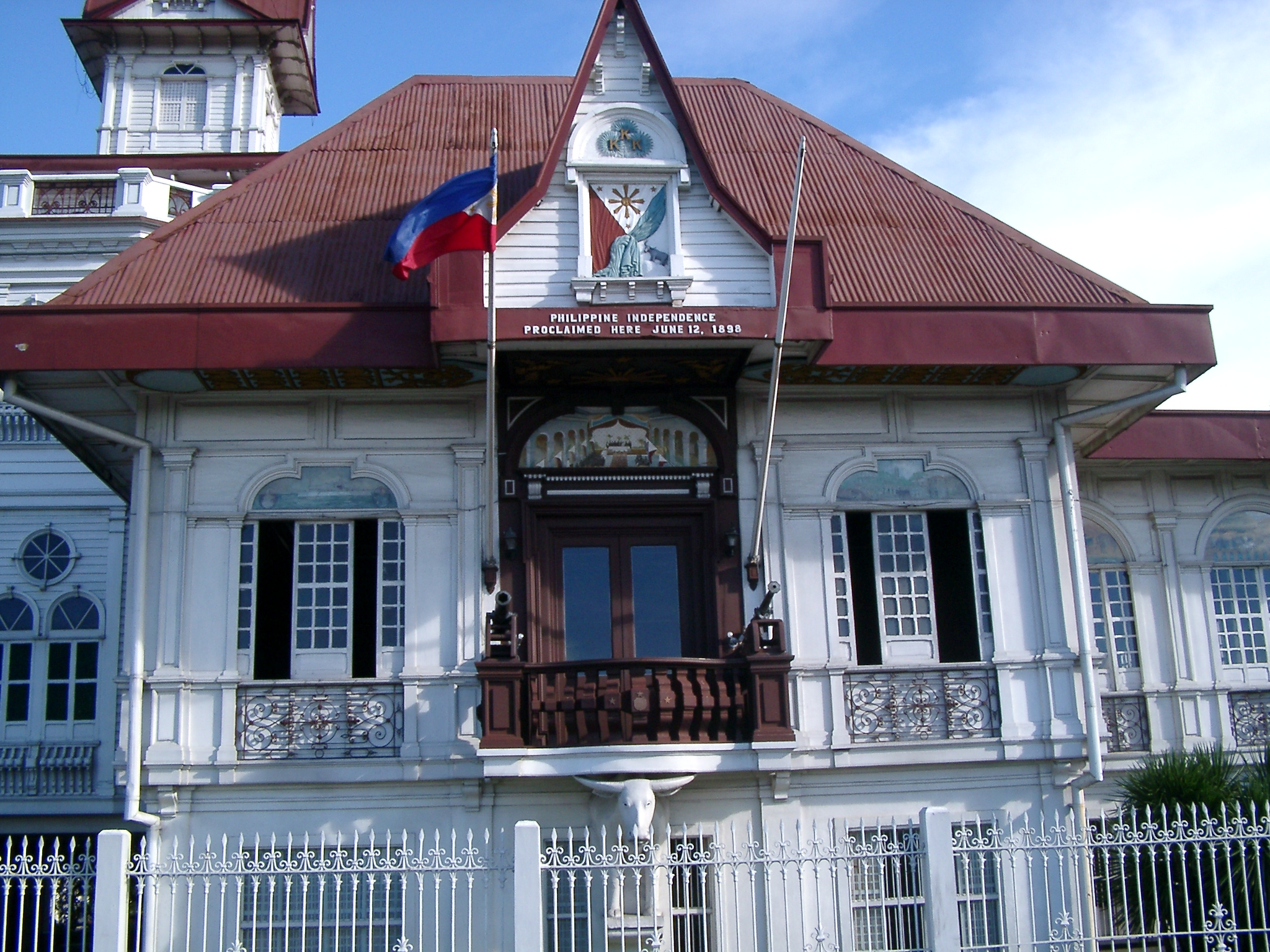
Casa del general Aguinaldo en el camino de Cavite, Luzón, Filipinas

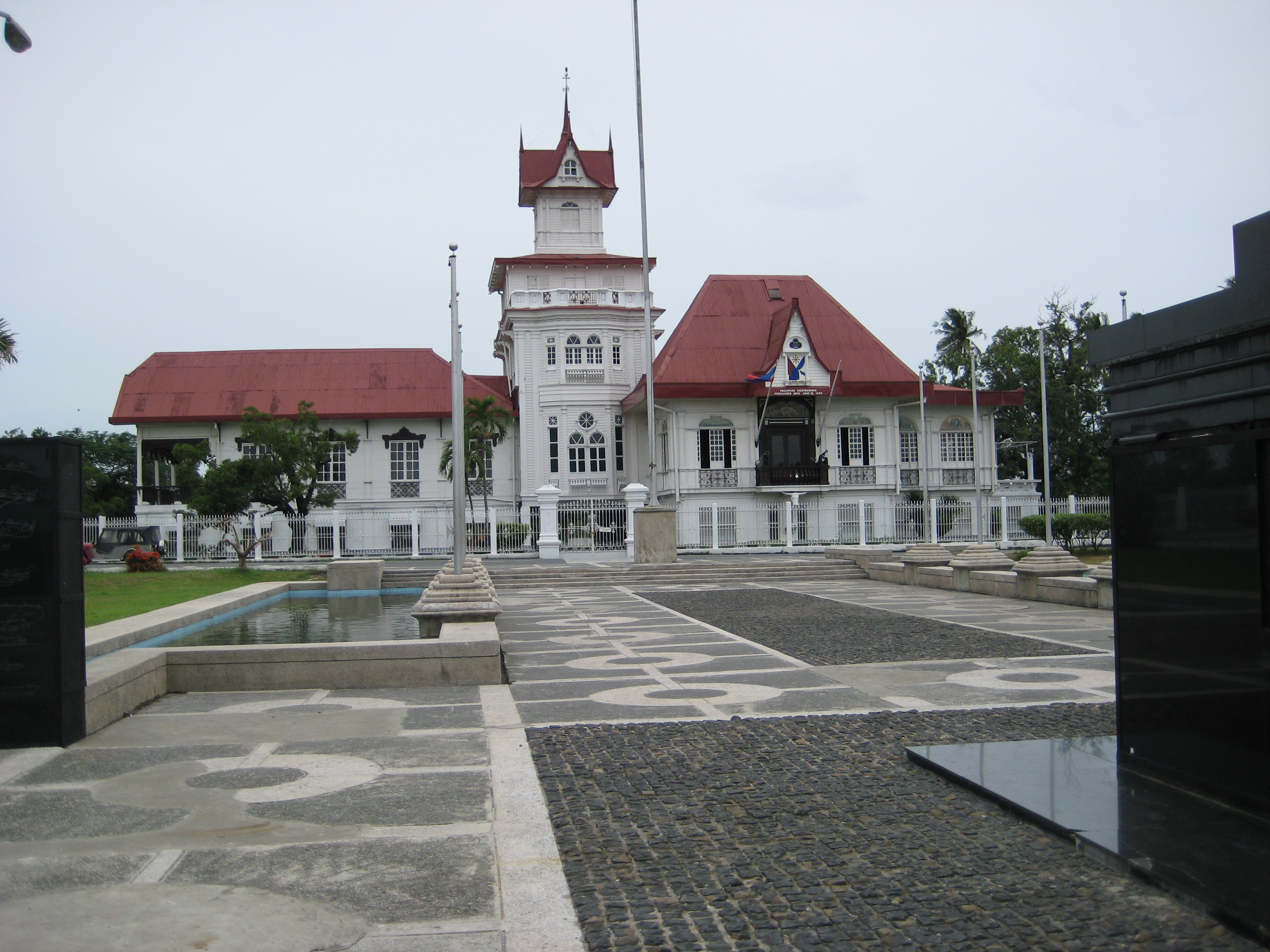
Vista de la casa del general Aguinaldo en el camino de Cavite, Luzón, Filipinas

Kawit es el lugar de nacimiento de Emilio Aguinaldo, el primer presidente de las Filipinas. Su casa ancestral ahora es un monumento nacional, la Aguinaldo Shrine.

## Barangayes
Kawit se divide políticamente a 23 barangayes.
| - Binakayan-Kanluran - Gahak - Kaingen - Marulas - Panamitan - Población - Magdalo (Putol) - San Sebastián - Santa Isabel - Tabon I - Toclong - Wakas I | - Batong Dalig - Balsahan-Bisita - Binakayan-Aplaya - Congbalay-Legaspi - Manggahan-Lawin - Pulvorista - Samala-Márquez - Tabon II - Tabon III - Tramo-Bantayan - Wakas II |

- Datos: Q62755
- Multimedia: Kawit, Cavite / Q62755

1. ↑  Worldpostalcodes.org, código postal n.º 4104.